# Сіліштя (Тодірешть, Васлуй)
Сіліштя (рум. Siliștea) — село у повіті Васлуй в Румунії. Входить до складу комуни Тодірешть.
Село розташоване на відстані 285 км на північ від Бухареста, 33 км на північний захід від Васлуя, 37 км на південь від Ясс.

## Населення
За даними перепису населення 2002 року у селі проживали 377 осіб, усі — румуни. Усі жителі села рідною мовою назвали румунську.